# Мартинович Глафіра Сергіївна
Глафіра Сергіївна Мартинович  (біл. Глафіра Марціновіч, 4 лютого 1989) — білоруська гімнастка, олімпійська медалістка. Заслужений майстер спорту Республіки Білорусь з художньої гімнастики.

## Біографія
Закінчила Білоруський державний медичний університет. Після завершення спортивної кар'єри працює стоматологом.

## Виступи на Олімпіадах
| Олімпіада  | Дисципліна     | Місце  |
| ---------- | -------------- | ------ |
| Афіни 2004 | групові вправи | 4      |
| Пекін 2008 | групові вправи | Бронза |